# Eulima leptostoma
Eulima leptostoma is een slakkensoort uit de familie van de Eulimidae. De wetenschappelijke naam van de soort is voor het eerst geldig gepubliceerd in 1910 door E. A. Smith.